# Campos de Lis

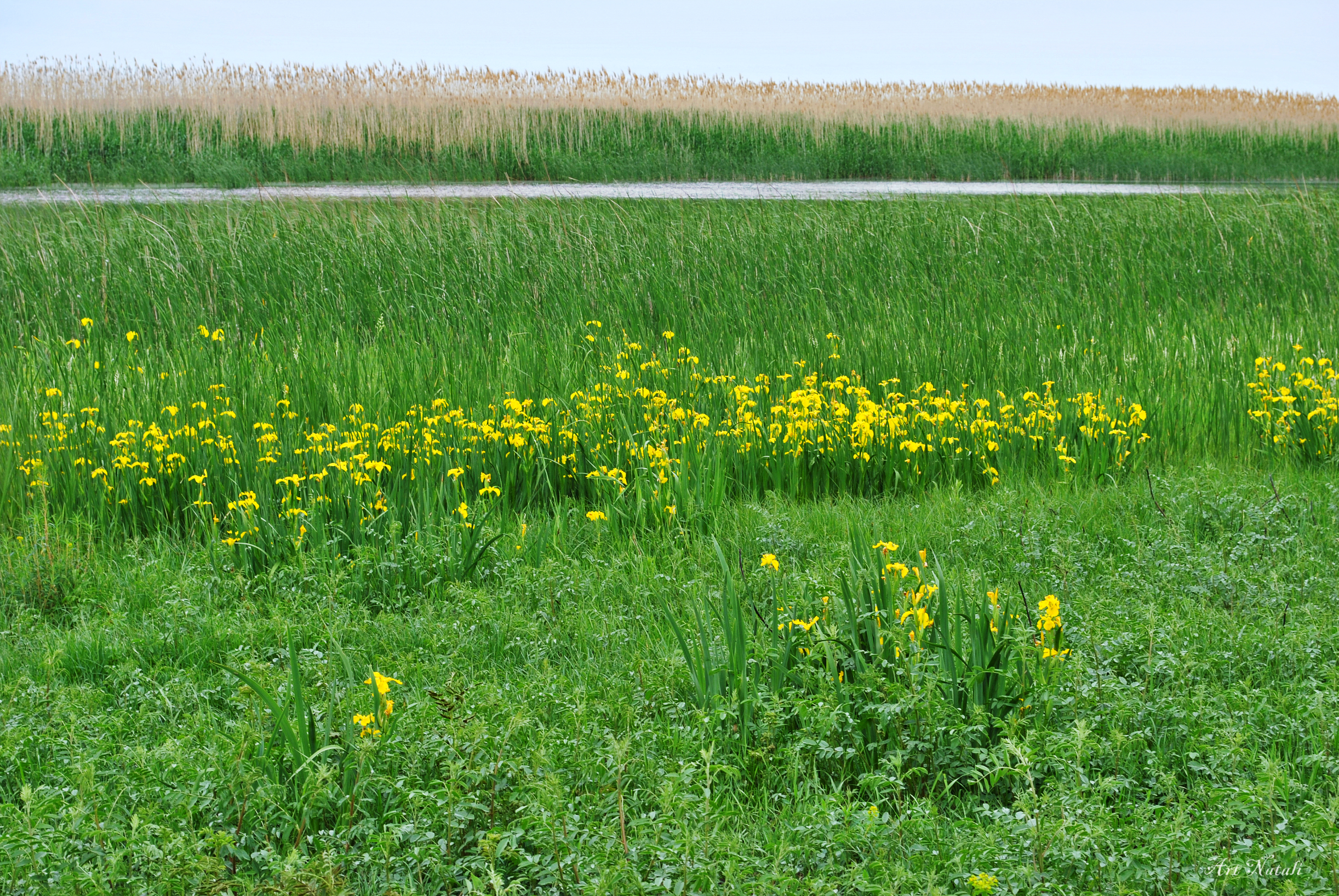
Paisagem pantanosa com maciços de Iris pseudacorus e caniços na Reserva Natural de Astrakhan, semelhante à dos fictícios Campos de Lis da Terra Média.

Campos de Lis (Gladden Fields no original em inglês, Loeg Ningloron no idioma fictício sindarin) é um local da fictícia Terra Média de J. R. R. Tolkien, especialmente notável por ser aquele onde o rei Isildur perdeu o Anel de Sauron durante o Desastre dos Campos de Lis, ao atravessar o Grande Rio Anduin. O Anel viria a ser recuperado no mesmo local vinte e cinco séculos mais tarde, por casualidade, pelo hobbit cascalvas Déagol, sendo logo apossado por seu primo Sméagol, que mais tarde se transformaria na criatura Gollum.

## Etimologia
O termo gladden é uma modificação do inglês coloquial gladdon, derivada pelo inglês médio gladen do inglês arcaico glaedene, documentado no século IX, mas provavelmente de origem mais remota. O termo terá sido provavelmente adquirido do latim gladiolus, significando pequena espada, em referência às folhas dos lírios, em forma de espada. Gladden é actualmente um termo raramente encontrado fora dos dialectos regionais. A palavra pode ser um trocadilho, jogando com o facto da região não só estar repleta de campos de lírios com as suas folhas em forma de espada, mas também por ter sido o local de duas batalhas importantes.
Niglor é o termo em sindarin para lírio, ou lis, e Loeg Ningloron significa literalmente campos de lis.

## Geografia e características naturais
A região dos Campos de Lis caracteriza-se como uma planície, localizada numa profunda depressão a oeste de Mirkwood, onde o Grande Rio Anduin se junta com o Lis, a oeste das Montanhas Nebulosas, estas últimas logo ao norte de Moria e Lothlórien. A região situa-se na bacia de um antigo lago, transformada em pântano, através do qual o rio Lis, tributário do Anduin, serpenteia por uma infinidade de meandros e ilhotas, com extensos maciços de juncos e caniços, e batalhões de lírios amarelos que crescem até alturas maiores que a de um homem.
A espécie vegetal mais abundante é a Iris pseudacorus, o lírio amarelo, que dá o nome a toda a região, assim como ao rio que por ali passa, o Lis. O rio que percorre a região é habitado por salmões-rei.

## História
O local é bem conhecido por ser aquele em que o rei Isildur perdeu o Anel de Sauron. No ano 2 da Terceira Idade da Terra Média, Isildur e os seus três filhos mais velhos, Ciryon, Aratan e Elendur, foram emboscados por orcs ao marchar nas cercanias daquela região, sendo quase todos mortos. Isildur tentou escapar, saltando para o Grande Rio Anduin, e usando o poder da invisibilidade do Anel, mas enquanto nadava o anel escorregou do dedo de Isildur, caindo para o fundo do rio. Sem o poder do Anel, Isildur surgiu visível na outra margem do rio, onde foi detectado e morto por orcs que procuravam sobreviventes da emboscada. Ohtar, escudeiro de Isildur, conseguiu salvar os fragmentos do Narsil da horda inimiga; os filhos de Isildur foram mortos durante a batalha. Este incidente ficou conhecido como o Desastre dos Campos de Lis.
Vinte e cinco séculos após a emboscada a região era habitada por uma estirpe de hobbits matriarcal e nómada, os cascalvas, considerada bastante inferior às estirpes de pés peludos que habitavam o Shire e Bree. No ano 2463 o hobbit cascalvas Déagol e o seu primo, o tímido Sméagol, por ocasião do aniversário deste. Enquanto pescavam a bordo de um pequeno barco no Anduin, foi arrastado para o fundo do rio por um grande salmão-rei, encontrando o Anel de Sauron. Ao ver o Anel, Sméagol, deseja-o com tal intensidade para seu "presente de aniversário", que para o obter estrangula e mata Déagol. Mais tarde, expulso da sua tribo pela avó, Smeagol abandona os Campos de Lis, acabando por tornar-se na criatura Gollum.

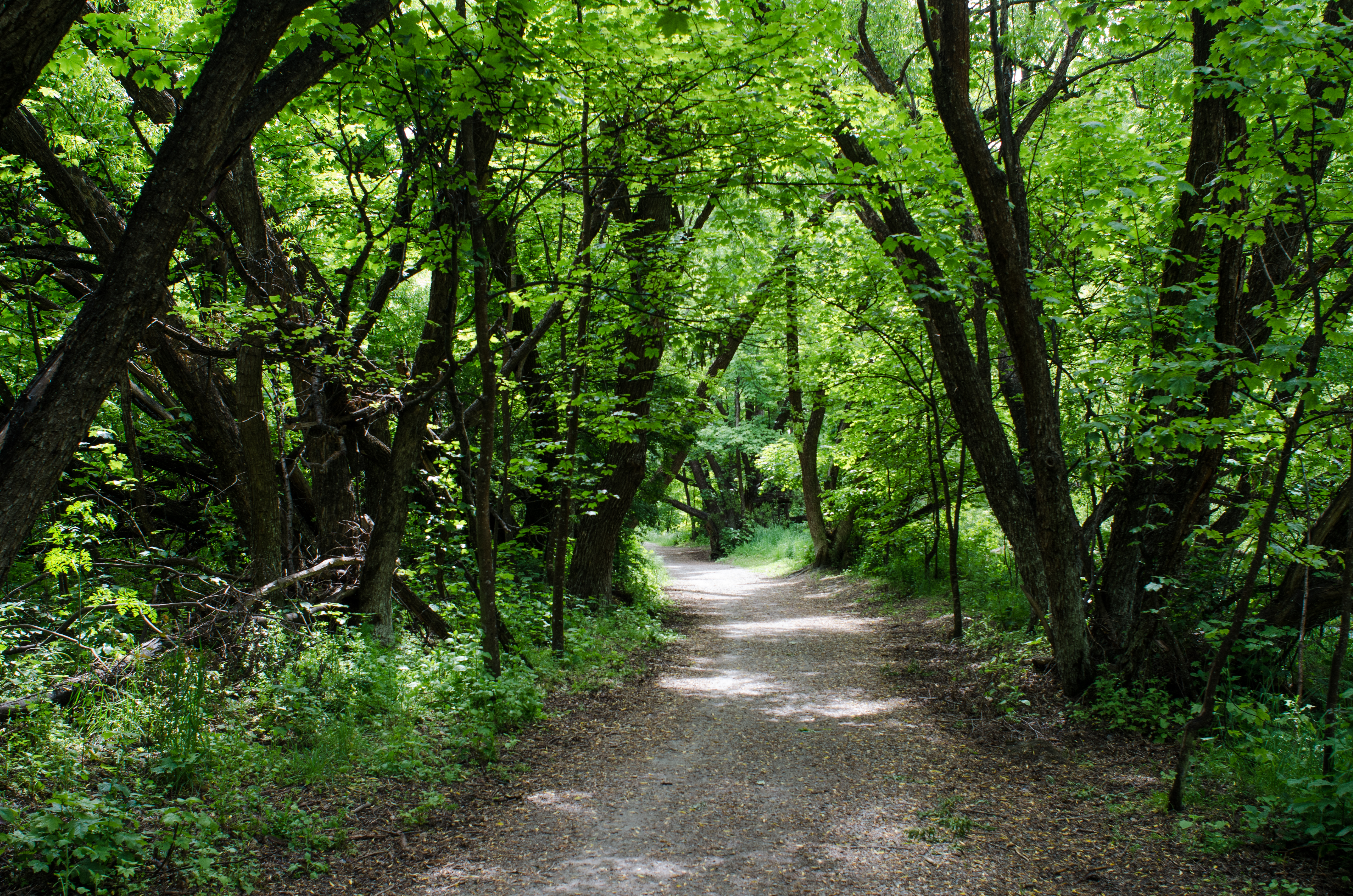
Uma conhecida trilha foi um dos locais usados nas filmagens dos Campos de Lis, em Arrowtown, na Nova Zelândia.

## Cinema
Na versão cinematográfica da trilogia d'O Senhor dos Anéis, as cenas passadas nos Campos de Lis foram filmadas em Arrowtown, perto de Queenstown, na Nova Zelândia. O local é uma atracção turística, podendo ser visitado em circuitos de todo o terreno.

## Legado
Gladden Fields é o nome de uma das ruas de Chelmsford, em Inglaterra, num conjunto de ruas com designações com a temática de Tolkien.